# Rio Grindu
O Rio Grindu é um rio da Romênia, afluente do Mureş, localizado no distrito de Cluj,
Alba.